# Adiós pequeña
Adiós pequeña és una pel·lícula de cinema espanyola dirigida per Imanol Uribe basada en la novel·la El mono y el caballo d'Andreu Martín. A l'estranger fou comercialitzada com a Bilbao Blues. Ambientada en la ria de Bilbao.

## Argument
Beatriz (Ana Belén) és una jove advocada que ha aconseguit tirar endavant gràcies a l'ajuda del seu pare. Lucas (Fabio Testi) és un jove que es guanya la vida de camell venent cocaïna.

## Repartiment
- Ana Belén (Beatriz Arteche)
- Fabio Testi (Lucas Iturriaga)
- Nacho Martínez
- Juan Echanove
- Antonio Vicente Valero Osma
- Miguel Ortiz
- José Manuel Cervino
- Marcel Bozzuffi (Fidel Arteche)
- Marisa Tejada
- Juan Antonio Bardem
- Carlos Lucena
- Ana Etxaniz
- Ramón Barea
- Julio Maruri
- Evaristo Páramos
- Juan Ángel Senguas

## Crítiques
Concebuda com un intent del director per fer cinema negre, és considerada com una obra rutinària i sense entrega, amb un guió esquemàtic i ple de llacunes que va fracassar a la Setmana Internacional de Cinema de Valladolid. Anys més tard, el propi Uribe va afirmar que se'n penedia de rodar la pel·lícula i que no es parlava amb l'Ana Belén.